# Monture Leica L
La monture Leica L est une monture d'objectif à baïonnette développée par Leica Camera AG pour des appareils photo numériques hybrides à objectifs interchangeables.
La monture L a un diamètre interne de 51,6 mm et un tirage mécanique de 20,0 mm.
L'interface entre le boîtier et l'objectif est électrique uniquement, il n'y a ni levier ni came mécaniques. La mise au point automatique est assurée par un moteur électrique intégré à l'objectif.
Actuellement, Leica, Sigma et Panasonic partagent cette monture, et proposent des objectifs en monture L, grâce à l'alliance pour la monture L (en) formée en 2018.

## Compatibilité
L'alliance autour de la monture L propose une compatibilité complète entre les différents objectifs et les différents boitiers.
Il existe cependant une exception, et cela concerne un adaptateur : le SIGMA MC-21. Cet adaptateur permet de monter des objectifs en monture EF ou SA sur un boitier en monture L. Cependant cet adaptateur n'est pas compatible avec les boitiers Leica.

## Histoire
Chez Leica, la monture L existe en deux versions, une version APS-C (TL) et une version 24x36 (SL). Les deux versions sont mécaniquement et électroniquement compatibles. Les objectifs TL montés sur des appareils 24x36 conduiront l'appareil à utiliser un mode recadré, limité au centre du capteur, correspondant à la couverture APS-C de l'objectif. Les objectifs SL montés sur des appareils TL (APS-C) fonctionnent normalement, avec un facteur de conversion de 1.5× du champ de visée, typique des appareils APS-C.
En 2020, Leica est le seul constructeur à proposer un boitier en monture L avec capteur APS-C.
Lorsque l'on recherche des adaptateurs, il est intéressant de chercher en mentionnant "SL" ou "TL" plutôt que simplement "L", étant donné que certains de ces adaptateurs ont été développés initialement pour les produits Leica. Les mentions que l'on peut retrouver sur ces adaptateurs sont par exemple "LT - LS" ou encore "L/T".

## Boitiers à Monture L

### Leica
Leica propose plusieurs boitiers 24x36 et plusieurs boitiers APS-C en monture L.

### Sigma
Sigma propose deux boitiers 24x36 en monture L : les Sigma fp (en) et fp-L. Ce sont les boitiers 24x36 les plus compacts du marché à leurs sorties. Cependant ils sont dépourvus de stabilisation du capteur et de viseur.

### Panasonic
Panasonic Lumix propose plusieurs boitiers 24x36 en monture L :
- le Lumix S1 : appareil polyvalent, adapté à la photo et à la vidéo
- le Lumix S1R : appareil orienté photo, possédant un capteur haute définition (47,3 MPx)
- le Lumix S1H : appareil orienté vidéo, homologué par Netflix en tant que caméra de captation pour la réalisation de films et séries à destination de la plateforme.
- les Lumix S5, S5 II et S5 II X : appareil polyvalent pour la photographie et la vidéo proposé comme un entré de gamme plein format. Contrairement aux S1 le S5I dispose d'une sortie micro HDMI et ne dispose pas de prise pour ajouter un flash. Les S5II et S5II X disposent d'une prise HDMI plein format.
- le Lumix S9, boîtier au format compact doté d’un capteur plein format mais dépourvu de viseur électronique et de tropicalisation, qui vise un public cherchant un appareil polyvalent pour la création de contenu.